# Галазов, Ахсарбек Хаджимурзаевич
Ахсарбе́к Хаджимурза́евич Гала́зов (осет. Галазты Хадзымырзӕйы фырт Ахсӕрбег; 15 октября 1929, с. Хумалаг, Правобережный район, Северо-Осетинская АО, РСФСР, СССР — 10 апреля 2013, Владикавказ, Северная Осетия — Алания, Россия) — советский и российский государственный и партийный деятель, педагог. Президент Республики Северная Осетия — Алания с 26 января 1994 по 30 января 1998.

## Биография
Родился 15 октября 1929 года в селе Хумалаг Правобережного района Северо-Осетинской АО. В 1938 году его отец Хаджимурза Ильясович (р. 1905) был незаконно репрессирован и спустя несколько лет скончался в местах заключения, посмертно реабилитирован.

### Образование и трудовая деятельность
В 1952 году окончил Северо-Осетинский государственный педагогический институт. Кандидат педагогических наук.
С 1952 по 1958 год работал учителем русского языка и литературы и завучем в Хумалагской средней школе. С 1958 по 1959 год являлся инспектором школ Министерства просвещения Северо-Осетинской ССР. С 1959 по 1960 год занимал должность директора института усовершенствования учителей.
С 1961 по 1975 годы Галазов был министром образования Северо-Осетинской АССР.
С 1976 по 1990 год — ректор Северо-Осетинского государственного университета.

### Политическая деятельность
С 1990 по 1991 год был членом ЦК КПСС (член КПСС с 1959 по август 1991). Избирался народным депутатом РСФСР.
С образованием ГКЧП в августе 1991 года объявил о введении чрезвычайного положения в республике, создал Республиканский комитет по чрезвычайному положению. После поражения ГКЧП в Верховном Совете Северной Осетии обсуждалось предложение об отставке Галазова, но оно не было принято.
В ходе вооружённого конфликта в Южной Осетии санкционировал оказание ей гуманитарной помощи. Выступал за мирное решение вопроса о статусе Южной Осетии.
В развязывании ингушско-осетинского конфликта в 1992 году обвинил ингушей, проживавших в Пригородном районе, выступал против выхода Северной Осетии из состава РФ.
В ноябре 1993 года был выдвинут кандидатом в депутаты Совета Федерации. На выборах выступал в качестве независимого кандидата. Всего в округе баллотировалось 4 кандидата. В голосовании приняли участие 61,26 % зарегистрированных избирателей. Галазов победил, набрав 53,54 % голосов. Во второй состав СФ входил по должности.
16 января 1994 года был избран первым президентом Республики Северная Осетия — Алания. Вступил в должность 26 января 1994 года на торжественной сессии Верховного Совета Северной Осетии. Занимал пост президента до 1998 года.
Скончался во Владикавказе 10 апреля 2013 года. Похоронен 12 апреля на Аллее Славы с воинскими почестями.

## Семья
Был женат, имел двоих сыновей и дочь. Сын Аслан Галазов — режиссёр, обладатель нескольких премий в области кинорежиссуры, дочь Залина Галазова — юрист, работает в США, имеет докторскую степень.

## Награды
- три ордена Трудового Красного Знамени[4]
- Медаль «Ветеран труда»
- Почётная грамота Правительства Москвы (12 октября 2004) — за активную работу по развитию и укреплению межнациональных отношений, сохранению гражданского согласия в столице и в связи с 75-летием со дня рождения[5]

## Память
В 2019 году в селе Хумалаг на фасаде дома, в котором родился и вырос А. Х. Галазов, открыли мемориальную доску.